# Таттл, Рассел
Рассел Таттл (англ. Russell (Russ) H. (Howard) Tuttle; род. 18 августа 1939) — американский приматолог и антрополог, палеоантрополог. Доктор философии (1965), профессор Чикагского университета, лауреат ряда наград, среди которых Charles R. Darwin Lifetime Achievement Award (2014) и Distinguished Primatologist Award. Феллоу Американской ассоциации содействия развитию науки. Магнум опус — Apes and Human Evolution (Cambridge: Harvard University Press, 2014).
Докторскую степень получил в Калифорнийском университете в Беркли. Проводил исследования в Танзании, Кении, Зимбабве, Южной Африке, Шри-Ланке, Японии и Перу.
На протяжении 20 лет являлся главредом International Journal of Primatology.
Автор или редактор девяти книг. Редактор Hands (1993) Джона Нейпира. Его магнум опус Apes and Human Evolution (2014) указывают обновленной версией его же Apes of the World (1986).